# Иполит II Бентивольо
Вижте пояснителната страница за други личности с името Иполит Бентивольо.
Иполит II Бентивольо (на италиански: Ippolito Bentivoglio; * 1630, † 4 февруари 1685) е маркиз на Маляно (1663 – 1685).

## Произход
Той е син на Корнелий II Бентивольо (* 1606, † 1663), 4-ти маркиз на Скандиано (1639 – 1643), маркиз на Маляно (1661 – 1663), и на съпругата му Анна Строци. Има един брат:
- Феранте (* 1635, † 1695), архиерей на катедралата във Ферара и поет

## Биография
Той е известен като автор на либрети приживе. Неговите текстове са трансформирани в произведения, представени за първи път във Ферара в Академията на Светия дух, основана от сем. Бентивольо през 1597 г., с музика от Джовани Легренци за Nino il giusto (1662), Achille in Sciro (1663, отново изпълнена през 1664 г. и 1665 г. във Венеция) и Зенобия и Радамист (1665 г.). Неговата оратория Oratorio del giuditio, също с музика на Легренци, е изпълнена за първи път в Австрия през 1665 г. През 1664 г. той написва La Filli di Tracia, която е поставена на музика от Андреа Матиоли.

## Брак и потомство
∞ септември 1658 за братовчедка си Лукреция Пио ди Савоя, дъщеря на Асканио Пио ди Савоя, принц на Сан Грегорио, и на Беатриче Бентивольо, от която има трима сина и четири дъщери:
- Мария Тереза Бентивольо, монахиня;
- Беатриче Бентивольо (* 13 май 1661, † 5 април 1718), ∞ 2 февруари 1676 за граф Ерколе II Пеполи;
- Изабела Бентивольо (* 10 март 1665), ∞ за маркиз Джовани Рондинели;
- Луиджи Бентивольо (* 29 октомври 1666, † 17 април 1744, Венеция), маркиз на Маляно (1685 – 1744)
- Корнелий Бентивольо (* 1668, † 1732), кардинал;
- Матилда Бентивольо (* 6 ноември 1671, † 13 март 1711), ∞ за маркиз Марио Калканини;
- Асканио Бентивольо (* 12 юли 1673, † 5 август 1719), рицар на Малтийския орден.